# Право славље / На Дрини ћуприја
Право славље / На Дрини ћуприја осми је промо сингл музичке рок групе Галија. Објављен је 1991. године на  винил формату за издавачку кућу ПГП РТБ. Сингл је поклоњен публици на Галијином концерту у београдском Сава центру, 20. децембра 1991. године. Песме Право славље и На Дрини ћуприја нашле су се на компилацијском албуму Ни рат ни мир (Одломци из трилогије). Дизајн омота сингла радила је Зорица Лекић, а менаџер продукције био је Александар Пилипенко.